# Sturmwarnung

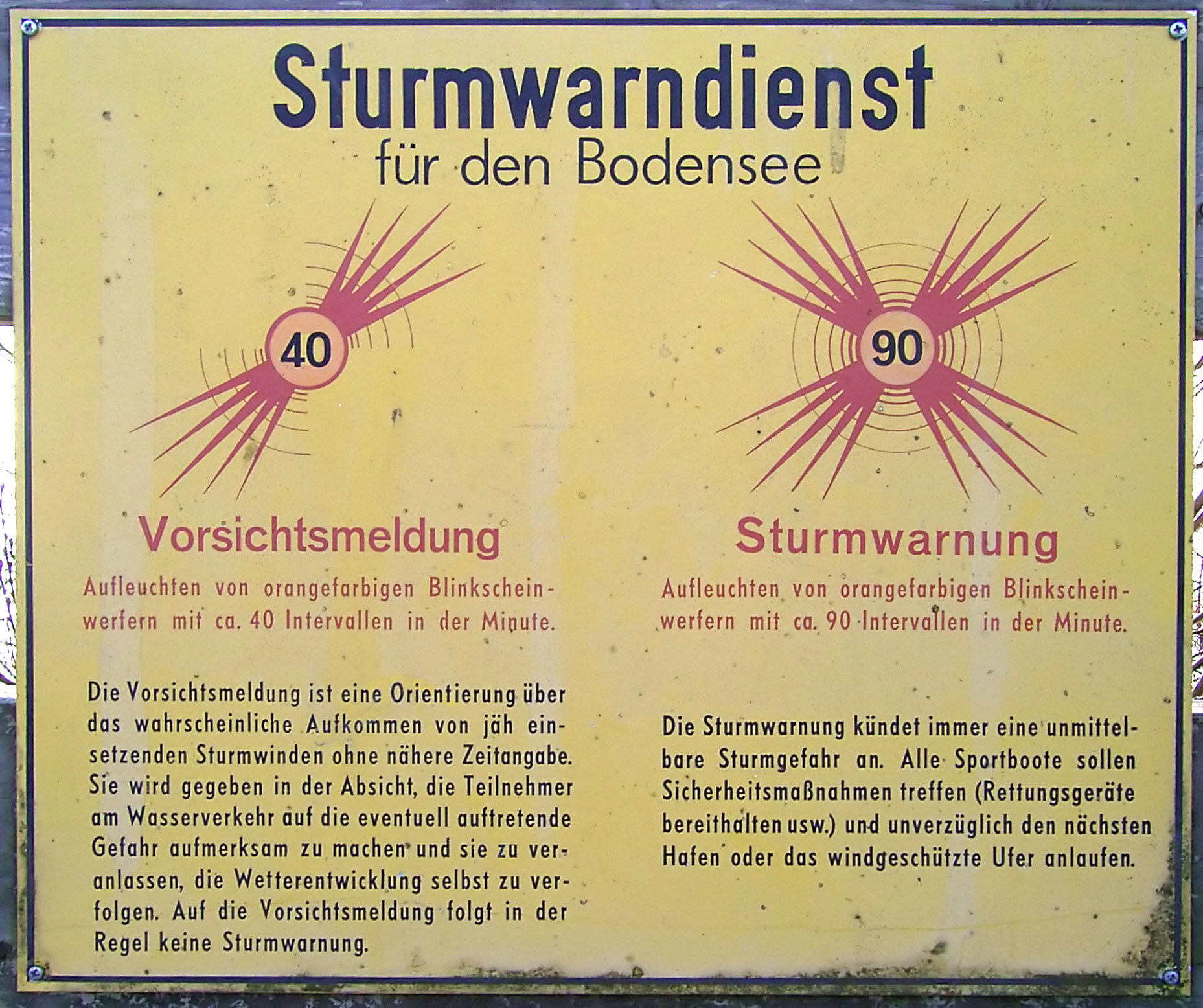
Schild am Bodensee, das die Sturmwarnungs-Signale erklärt

Sturmwarnungen werden sowohl an Meeresküsten als auch an größeren Binnengewässern von den meteorologischen bzw. Wetterdiensten erstellt und gemeinsam mit Behörden über den See- und Küstenfunk bzw. dem allgemeinen Rundfunk verbreitet. Die Leuchten signalisieren die Gefahrenstufen anhand verschiedener Intervalle (40 und 90 pro Minute). Leuchten älterer Bauart wurden als Rundumkennleuchten gebaut. Neue Leuchten werden als Blink- resp. Blitzlichter ausgeführt.

## Stufen
Man unterscheidet zwischen Sturmwarnung, mit bevorstehenden Winden größer 8 Beaufort (Sturm, größer 62 km/h), und Starkwindwarnung, mit bevorstehenden Winden größer 6 Beaufort (Starkwind, größer 39 km/h).
In einigen Regionen unterscheidet man hingegen zwischen Sturm-Vorwarnung, bei der in absehbarer Zeit sturmartige Winde auftreten können, und Sturmwarnung, mit unmittelbarer bevorstehendem sturmartigen Wind.
Die zwei Warnstufen heißen in der Schweiz bei 40 Intervallen pro Minute Vorsichtsmeldung und bei 90 Intervallen pro Minute Sturmwarnung.

## Verbreitung
Sturmwarnungen werden über verschiedene Medien verbreitet:

### Seefunk
Sturmnachrichten werden gegebenenfalls vor jedem Seewetterbericht übermittelt. Sie werden folgendermaßen auf den internationalen Seenotfrequenzen angekündigt: Über Kurzwelle unter 2182 kHz und über Ultrakurzwelle auf dem Kanal 16 bzw. über DSC auf Kanal 70, jeweils drei Minuten nach jeder vollen und halben Stunde. Diese Zeiten sind für Warn- und Sicherheits-Durchsagen und für Notrufe reserviert.
Für Binnengewässer gibt es spezielle Telefondienste, die Seewetterberichte per SMS auf Mobiltelefone übermitteln.

### Sturmwarnleuchte

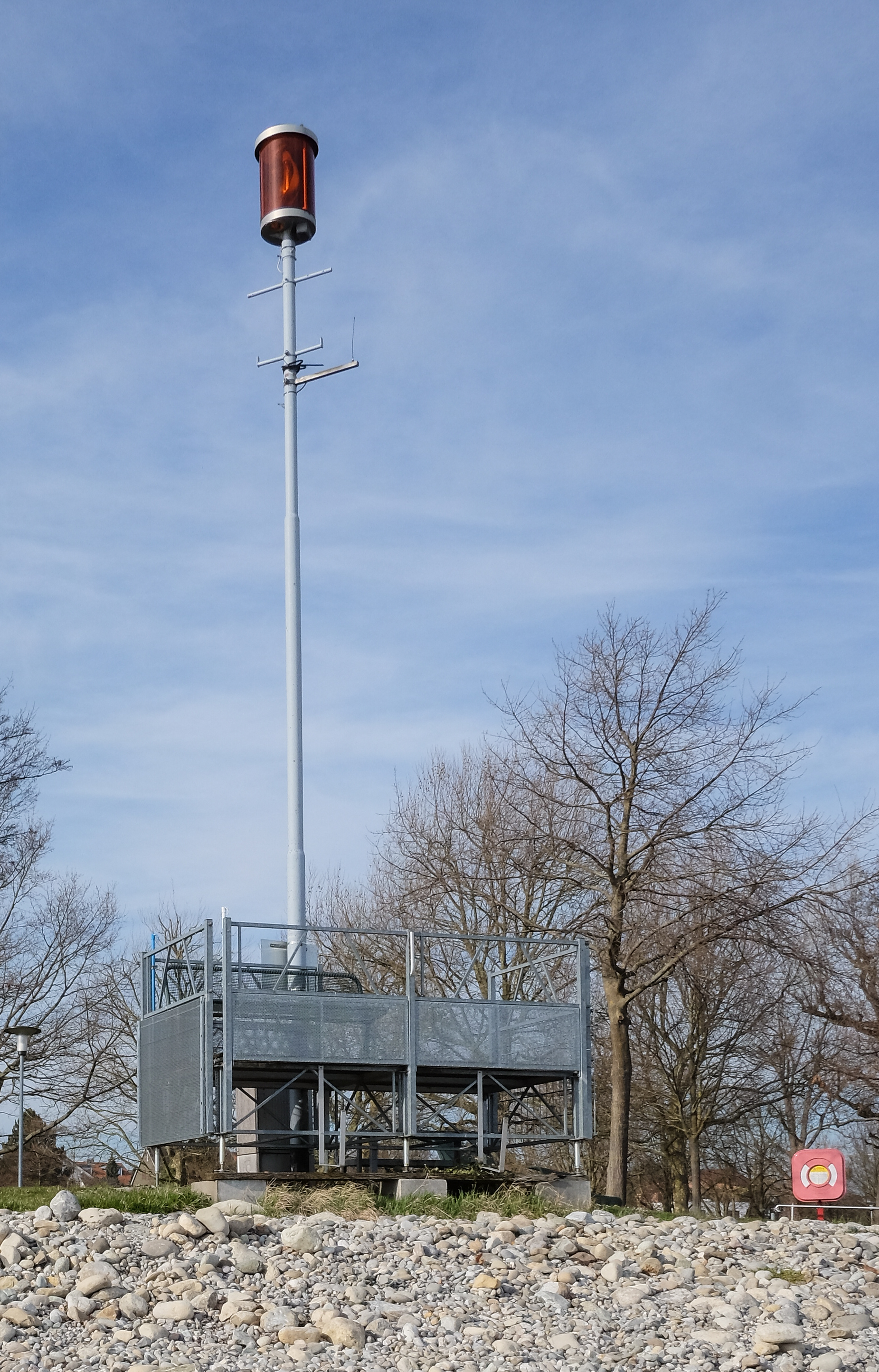
Blitzleuchte am Bodensee

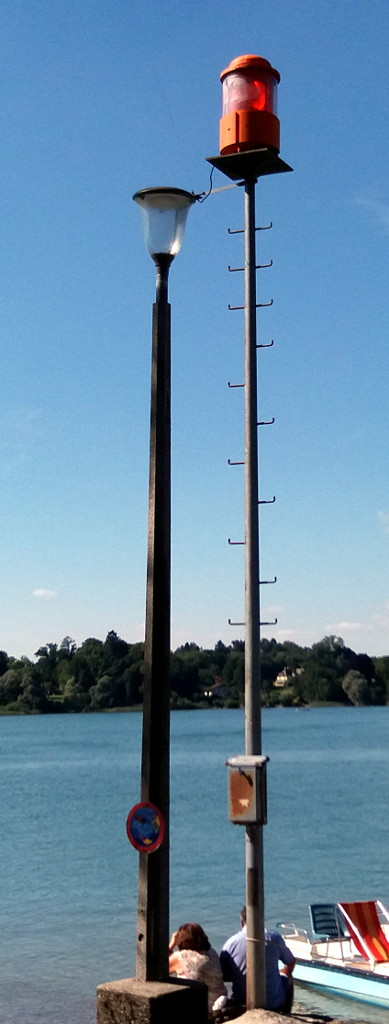
Sturmwarnleuchten auf der Fraueninsel (Chiemsee): links alte, rechts neue Ausführung

Orange Blitzleuchten zeigen die zwei Stufen der Sturmwarnung:
| Blitzfrequenz      | Bedeutung                        | Windgeschwindigkeit |
| ------------------ | -------------------------------- | ------------------- |
| 40 Blitze / Minute | Starkwind- oder Sturm-Vorwarnung | > 6 Bft             |
| 90 Blitze / Minute | Sturmwarnung                     | > 8 Bft             |

Sturmwarnleuchten sind auf Schweizer Seen, deutschen Seen und österreichischen Seen sowie dem gemeinsamen Bodensee verbreitet. Dabei gilt, dass von jedem Standort auf dem See immer mindestens eine Leuchte sichtbar sein muss.
Das System ist auch unter Bodensee#Starkwind-_und_Sturmwarnanlage näher erläutert.

### Flaggen, akustisches Signal
An kleinen Seen und an Badestränden kann auch akustisch oder mit Warnflaggen gewarnt werden.
Optische Sturmwarnungen gibt es an den Küsten auch mit international festgelegten Signalen. Sturmwarnstellen sind in der Seekarte, dem Seehandbuch und dem Leuchtfeuerverzeichnis enthalten. Diese Signale werden jedoch langsam durch Funkwarnungen verdrängt.
Ihr Schema lautet:
| gelb + grün | Starkwind               |
| rot + rot   | Sturm aus West bis Nord |
| rot + gelb  | Sturm aus Nord bis Ost  |
| gelb + rot  | Sturm aus Ost bis Süd   |
| gelb + gelb | Sturm aus Süd bis West  |

### USA
In den USA warnen an Häfen und Stränden besondere Flaggen vor Stürmen und Hurrikanen, die durch entsprechende Lichtzeichen ergänzt werden können:

Windwarnung für Kleinboote (>6 Bft) – rotes über weißem Licht
Starkwindwarnung (>8 Bft) – weißes über rotem Licht
Sturmwarnung (>10 Bft) – zwei rote Lichter
Hurrikan-Warnung (>12 Bft) – rot-weiß-rotes Licht

### China
In China gibt es ein vierstufiges System zur Warnung vor Taifunen:

>6 Bft
>8 Bft
>10 Bft
>12 Bft

## Zuständigkeiten
Die Zuständigkeiten sind sehr unterschiedlich geregelt. Einige Behörden haben einen festgelegten Prozess, bei dem meist ein Verantwortlicher nach Auswertung der Wetterdaten der Wetterdienste über die Ausgabe von Sturmwarnungen entscheidet. Oft ist die Polizei zuständig, bei größeren Gewässern die Seepolizei, manchmal ist die Gemeinde zuständig oder eine Segelschule, die Wasserrettung oder eine ähnliche Organisation.
Regional unterschiedlich ist die Bedeutung der Warnung:
- Gebot: Auf dem Wasser befindliche Boote müssen daraufhin unverzüglich die Nähe eines schützenden Ufers aufsuchen.
- Empfehlung: Auf dem Wasser befindliche Boote sollen möglichst unverzüglich die Nähe eines schützenden Ufers aufsuchen.